# إيفان برينر
إيفان برينر (بالإنجليزية: Evan Brenner)‏ هو كاتب سيناريو ومخرج أمريكي، ولد في 17 نوفمبر 1965.